# Câmpia Blahniței

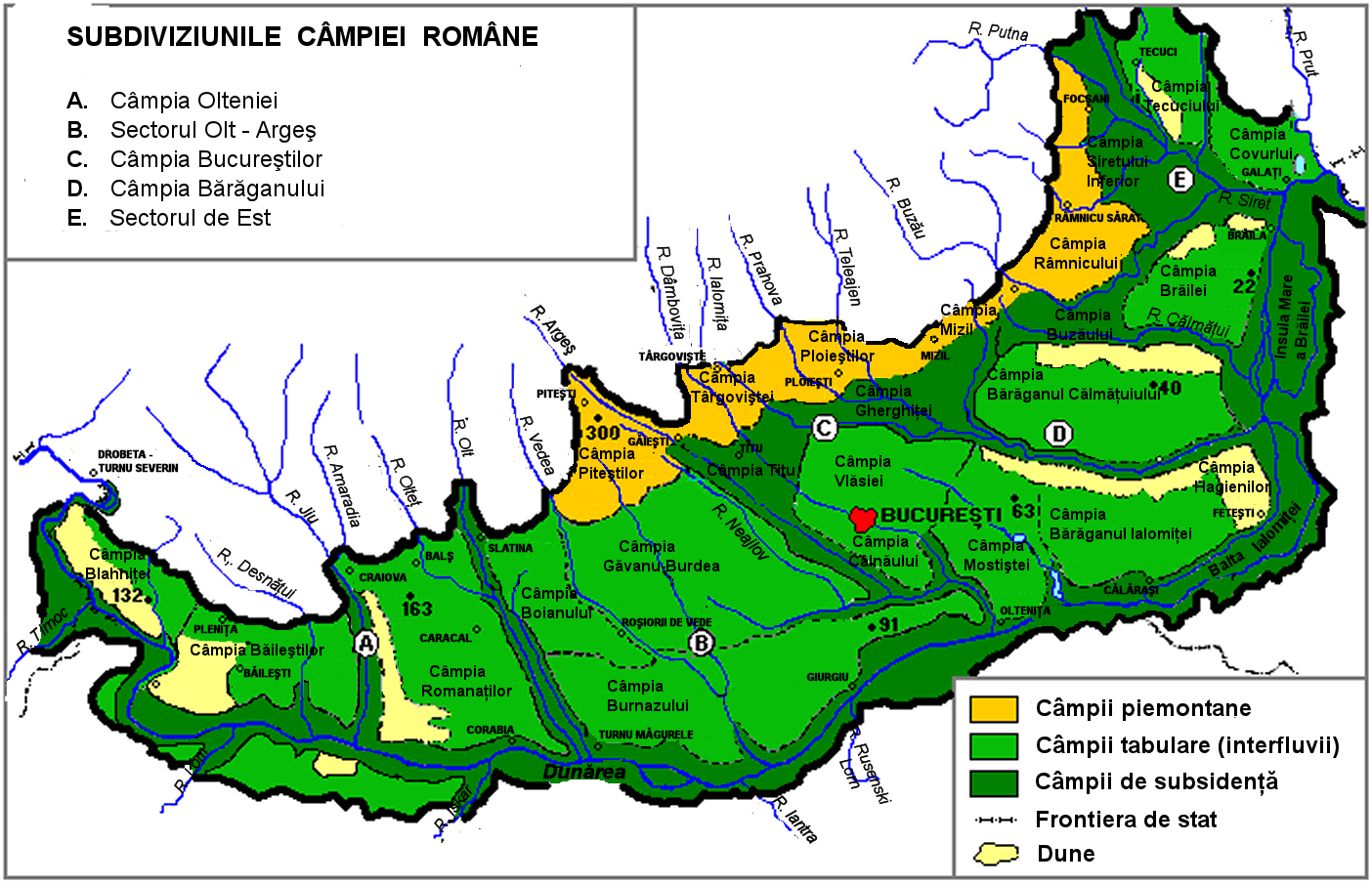
Câmpia Română şi subdiviziunile sale

Câmpia Blahniței este o subdiviziune a Câmpiei Române, situată în partea de sud-vest a României. Face parte din Câmpia Olteniei.

## Limite
la nord: Podișul Getic, prin subunitatea Piemontul Bălăciței

la sud și vest: valea Dunării

la est: valea Drincei

## Relief
Câmpia Blahniței are o orientare generală NV-SE și cuprinde opt terase ale Dunării care sunt acoperite cu dune de nisip.

## Altitudinea maximă
Altitudinea maximă este de 123 m.

## Apele
Principalul curs de apă ce traversează zona este Blahnița, care trece prin mijlocul câmpiei.

## Diviziuni
Din punct de vedere geografic, Câmpia Blahniței se divide în:
- Câmpia Jianei, situată între Dunăre la vest și valea Blahniței la est
- Câmpia Punghinei, între Blahniței la vest și Drincea